# عبد الحميد ابن أبي حديد
عبد الحميد ابن أبي حديد أديب وشاعر عراقي كان من شيعة علي بن أبي طالب، ولد بالمدائن عام 1190م وانتقل إلى بغداد، وعمل بالدواوين. توفي ابن أبي الحديد عام 1257م. وهو شارح كتاب نهج البلاغة (جامع خطب وأحاديث الإمام علي).

## أعماله
- شرح كتاب (نهج البلاغة) جامع خطب وأحاديث الإمام علي.
- كتاب الفلك الدائر على المثل السائر.
- كتاب القصائد السبع العلويات.
- كتاب الاعتبار.
- ديوان شعر.